# アミール・ヴァヘディ
アミール・ヴァヘディ（Amir Vahedi、1961年  - 2010年1月8日）は、イランのテヘラン出身のポーカープレイヤー。元は軍人でありイラン・イラク戦争では軍人として戦場へと向かった。その後は難民となり、アメリカへと移住するにいたった。『世界で一番パパが好き!』や『消されたヘッドライン』などの映画で出演したことで知られる俳優ベン・アフレックにポーカーの指導を行ったこともある。
2001年にテキサス・ホールデムのプレーヤー・オブ・ザ・イヤーにノミネートされた。2003年にはワールドシリーズオブポーカーに出場しファイナルテーブルの9人に残ると、最終的には6位となり250,000ドルの賞金を獲得した。同年にはポーカー雑誌カード・プレイヤーの選出するプレイヤー・オブ・ザ・イヤーでメン・グエン (Men Nguyen) に次ぐ2位となっている。
彼の生涯獲得賞金は3,250,000ドル以上になるともいわれている。2010年1月8日、糖尿病の合併症にて亡くなった。